# Assedio di Terracina
L'assedio di Terracina fu un episodio della Guerra civile romana che vide il succedersi degli imperatori Galba, Otone, Vitellio e Vespasiano. In particolare, l'assedio coinvolse le parti che sostenevano questi ultimi due imperatori: i Vitelliani riconquistano una città della Campania caduta nelle mani di soldati passati dalla parte dei vittoriosi Flaviani.

## Antefatti
L'assedio avvenne verso la fine dell'anno dei quattro imperatori, quando ormai la guerra vedeva contrapposti l'imperatore Vitellio a Roma e Vespasiano in Egitto anche se molte delle sue armate erano in Italia. La flotta del Miseno fu indotta alla defezione dal centurione Claudio Faventino, che era stato congedato con infamia da Galba, e che mostrava con lettere false alla flotta il prezzo che Vespasiano avrebbe pagato loro se fossero passati dalla sua parte. La flotta era comandata da Claudio Apollinare, da quando Lucilio Basso, che aveva detenuto il potere su entrambe le flotte, era passato dalla parte di Vespasiano con quella Ravennate. Apollinare è descritto da Tacito come "né costante nella lealtà, né risoluto nella perfidia", mentre Apinio Tirone, che era stato pretore e si trovava a Minturno, prese il comando dei disertori. Costoro trascinarono con sé municipi e colonie come Pozzuoli, mentre Capua, per la rivalità contro quest'ultima, rimase fedele a Vitellio.
Per blandire i soldati, Vitellio inviò Claudio Giuliano, che aveva comandato fiaccamente la flotta ravennate prima di Lucilio Basso ed era stato sotto Nerone addetto agli spettacoli gladiatori. Insieme a lui partirono una coorte urbana ed i gladiatori di cui egli era a capo. Quando le due forze si incontrarono, dopo una breve esitazione Giuliano si unì ai disertori ed insieme a questi occupò Terracina, protetta più dalle mura e dalla natura del territorio che dalla capacità dei suoi uomini.
Quando Vitellio venne a conoscenza di ciò mandò loro incontro proprio fratello Lucio Vitellio con sei coorti pretoriane e 500 cavalieri, presi dall'esercito che aveva inviato a Narni per contrastare dalla sua posizione elevata sulla via Flaminia quello flaviano di Antonio Primo. Pochi giorni prima dell'assedio Apinio Tirone era partito per requisire offerte in denaro ed in natura dai municipi per rafforzare il partito flaviano, con una durezza che suscitava rancore contro il partito stesso.

## Assedio
Negli stessi giorni nei quali a Roma si assistette all'assedio del Campidoglio, Lucio Vitellio minacciava la distruzione di Terracina dall'accampamento posto presso Feronia, stazione sulla via Appia a tre miglia dalla città, dalla quale non osavano arrischiarsi all'esterno i gladiatori di Giuliano ed i marinai di Apollinare, comandanti più simili a gladiatori per la loro negligenza e leggerezza.
(Tacito, Historiae, III.76)
Intanto uno schiavo di Vergilio Capitone (probabilmente il prefetto d'Egitto dal 48 al 52), fuggì dalla città ed andò da Lucio Vitellio promettendogli di consegnargli la città se solo gli avesse data una scorta. Egli a notte fonda condusse delle coorti armate alla leggera sulla cresta dei monti sopra la città e si precipitò con questi contro la rocca abbattendo uomini inermi e mezzi addormentati, nello scompiglio per il buio, il panico, le grida ed il suono delle trombe. Nella carneficina pochi gladiatori fecero resistenza e caddero, mentre tutti gli altri correvano alle navi senza ordine. I Vitelliani uccidevano senza distinzione i soldati flaviani e gli abitanti di Terracina che si frammischiavano ai fuggitivi. Sei liburne riuscirono a fuggire, e su di esse Apollinare, mentre le altre furono catturate dai Vitelliani o affondarono per l'eccessivo carico di coloro che vi si precipitavano. Giuliano invece, condotto davanti a Lucio Vitellio, fu fustigato e sgozzato sotto i suoi occhi.

## Conseguenze
Triaria, moglie di Lucio Vitellio fu biasimata da molti per aver commesso atti di crudeltà senza rispetto per il lutto nella città espugnata, cingendo addirittura una spada da soldato. La ferocia di Triaria risaltava nella pubblica opinione tanto più in quanto Galeria, moglie di Vitellio, era invece senza macchia. Lucio in seguito inviò una lettera ornata d'alloro in segno di vittoria all'imperatore, chiedendogli se dovesse tornare subito a Roma o finire di sottomettere prima tutta la Campania. Questa esitazione significò la salvezza non solo per il partito di Vespasiano, ma anche per lo Stato, secondo Tacito, in quanto se quei soldati vittoriosi avessero marciato subito su Roma, ci sarebbe stata una gravissima lotta per la città, non mancando Lucio Vitellio di talento, sebbene non lo attingesse dalle virtù, come gli onesti, ma dai vizi. Come il suo, anche l'esercito di Antonio Primo stava ritardando l'accesso a Roma: presso Otricoli aspettava Muciano festeggiando i Saturnali Tuttavia, dopo poco, la notizia dell'assedio del Campidoglio fece affrettare Antonio Primo verso Roma, anche se vi giunse in troppo tardi per scongiurarne la strage.
Quando i soldati di Vitellio tornarono a Roma guidati da Lucio Vitellio, Domiziano si era ormai insediato nella sede imperiale sul Palatino secondo un decreto del Senato del 21 dicembre. Vennero mandati avanti per intercettare Lucio Vitellio dei cavalieri ad Ariccia, sulla via Appia, a 16 miglia da Roma, mentre lo schieramento delle legioni non avanzò oltre a Boville, sempre sulla via Appia ma a 10 miglia da Roma. Lucio Vitellio si consegnò subito all'arbitrio del vincitore ed i soldati gettarono le armi per paura e per sdegno. I soldati attraversarono poi disarmati la città in mezzo ad una cintura di armati, non con volti supplichevoli, ma minacciosi e cupi, impassibili di fronte all'insolenza della moltitudine che intanto applaudiva i vincitori. Tutti coloro che, come solo pochi osarono, non cercarono di slanciarsi fuori venendo poi uccisi da coloro che li circondavano armati in quel corteo, furono imprigionati, senza che nessuno pronunciasse una parola indegna, mantenendo la fama del loro valore, pur nella cattiva sorte. Lucio Vitellio poi venne ucciso:
(Tacito, Historiae, IV,2)
Dopo la presa del potere di Roma da parte dei Flaviani, fu inviato Lucilio Basso in Campania per pacificare la regione con la cavalleria leggera. Qui c'era più discordia fra i municipi che ostilità contro l'imperatore, ed appena giunsero i soldati, anche queste discordie si estinsero ed alle colonie minori fu concessa l'impunità. A Capua come punizione fu fatta svernare la legione III e le famiglie più importanti furono colpite con severità, mentre, gli abitanti di Terracina non furono compensati in alcun modo per i danneggiamenti subiti dai Vitelliani da parte di Domiziano e di coloro che subito dopo la morte di Vitellio avevano ottenuto il potere a Roma (Arrio Varo, prefetto del pretorio e Antonio Primo).
(Tacito, Historiae, IV,3)
Unico conforto agli abitanti fu di vedere colui che li aveva traditi, il servo di Vergilio Capitone, crocefisso con al dito i gli anelli ricevuti in dono da Vitellio.